# PIN-діод

Функціональна структура pin-діода

PIN-діод — різновид діода, в якому між областями електронної (n) і діркової (р) провідності знаходиться власний (нелегований, англ. Intrinsic) напівпровідник (i-область). р- та n-області, як правило, легуються сильно, оскільки вони часто використовуються для омічного контакту до металу.
Широка нелегована i-область робить PIN-діод поганим випрямлячем (звичайне застосування для діода), але з іншого боку це дозволяє використовувати його в атенюаторах (послаблювачах сигналу), швидких перемикачах фотодетекторах, а також у високовольтній електроніці.
Як правило, призначений для роботи в сантиметровому діапазоні хвиль (ВЧВ).

## Застосування
PIN-діоди, як правило, використовуються як перемикачі в радіо- і НВЧ-трактах, атенюаторах, модуляторах та фотодетекторах.

### Радіочастотні (РЧ) і НВЧ-перемикачі
При нульовому чи зворотному зміщенні pin-діод має малу ємність. Ємність невеликої величини не пропускає високочастотний сигнал. При прямому зміщенні і струмі 1 мА типовий pin-діод має реактивний опір порядку 1 Ом, що робить його добрим провідником у РЧ-тракті. Таким чином, pin-діод може використовуватися як РЧ- і НВЧ-перемикач.

### Обмежувачі
PIN-діоди іноді використовуються для захисту пристроїв за входами при високочастотних вимірах. Якщо вхідний сигнал малий і знаходиться в області допустимих значень, то pin-діод має малу ємність і вносить мінімальні спотворення. При збільшенні сигналу і виходу його за допустимі рамки, pin-діод починає проводити і стає резистором, який шунтує сигнал на «землю».

### Фотодетектори
PIN-діод може використовуватися в мережевих картах і комутаторах для волоконно-оптичних кабелів. У цьому випадку pin-діод використовується як фотодіод. Як фотодетектор pin-діод працює при зворотному зміщенні. При цьому він закритий і не пропускає струм (за винятком незначного струму витоку). Фотон входить в i-область, породжуючи утворення електронно-діркових пар. Носії заряду, потрапляючи в електричне поле ОПЗ, починають рухатися до високолегованих областей, створюючи електричний струм, який можна буде продетектувати зовнішнім колом. Провідність діода залежить від довжини хвилі, інтенсивності і частоти модуляції падаючого випромінювання.
Величина зворотної напруги може досягати великих значень, при цьому більша напруга створює більше поле, яке витягує носії з ОПЗ i-області більш швидко. Деякі детектори можуть використовувати ефект лавинного множення носіїв заряду.